# Lady Gaga Fame
Lady Gaga Fame é o primeiro perfume feminino lançado pela cantora americana Lady Gaga. Foi lançado nas lojas Macy's dos Estados Unidos e em uma variedade de lojas diferentes no Reino Unido em 22 de agosto de 2012, com lançamento mundial em setembro. O produto foi criado pela Haus Laboratories em associação com a Coty, Inc. De acordo com os materiais promocionais, o perfume utiliza "tecnologia push-pull", em vez da estrutura piramidal tradicional de perfumes, para combinar notas de Atropa Belladonna, orquídea tigre, incenso, açafrão, damasco e mel. No Brasil e em Portugal, o perfume é distribuído pela Sephora.

## Produtos
- Versão Regular – 30 ml
- Le Masterpiece – 100 ml (tampa de metal)
- Rollerball – 10 ml
- Sabonete preto (disponível em Agosto como edição limitada)
- Gel de banho preto – 200 ml
- Loção corporal – 200 ml
- Unhas postiças

## Lançamento e promoção
Lady Gaga Fame foi lançado mundialmente em setembro de 2012 através da Haus Laboratories, selo da própria cantora, em associação com a Coty. Nos EUA, foi lançado nas lojas Macy's em 22 de agosto. O vídeo publicitário foi dirigido e fotografado por Steven Klein. Em 18 de julho de 2012, um filme em preto e branco curto, intitulado "Formulação", de Todd Tourso, Reggie Know, Rob Inglês, Kenneth Robin foi divulgado. Lady Gaga estampou a revista Vogue em setembro de 2012 para promover o perfume.

### Vídeo promocional
Em 14 de agosto de 2012, Gaga lançou um trailer de 30 segundos do comercial de Lady Gaga Fame com sua canção Scheiße como fundo musical. Em 23 de agosto de 2012, um dia após o lançamento oficial do perfume na Macy's, Lady Gaga divulgou um segundo trailer, que segue a mesma linha história e apresenta Gaga com uma gosma negra, representando o eau de parfum preto. No final do anúncio, a cantora é transformada em uma estátua de ouro semelhante à tampa da obra-prima Le. Em outras cenas do vídeo, Gaga desfila entre dois conjuntos de modelos masculinos: de um lado, há homens vestidos de látex; do outro lado são figuras masculinas de tamanho gigante frontalmente vestidos e, aparentemente, nus na parte de trás. Seus rostos são disfarçados por um escudo de plástico. Na estátua de Gaga, minúsculos homens a escalam.
O vídeo completo comercial estreou em 13 de setembro de 2012, no Museu Guggenheim, em Nova York, e foi lançado on-line no mesmo dia, na rede social Littlemonsters.com.

## Recepção
O perfume foi aclamado pela crítica e ganhou diversos prêmios, entre eles o de "melhor lançamento de celebridade" na premiação Love Perfume Awards e o de "melhor perfume feminino" no Canadian Fragance Awards 2013. Lady Gaga Fame chamou a atenção não somente por ser a primeira fragrância negra do mundo (como uma tecnologia que o torna transparente ao ser aplicado sobre a pele) mas também pelo sucesso de vendas. Segundo a própria Lady Gaga, via Twitter, mais de 30 milhões de unidades foram vendidas até março de 2013, e renderam um lucro de mais de 1,6 bilhão.
Lady Gaga é a oitava marca de perfumes mais bem sucedida da história e a primeira artista feminina a lucrar mais de U$1 bilhão de dólares em perfumes, com apenas uma fragrância.